# 独树岛
独树岛（英語：One Tree Island）是一座小型的珊瑚礁。它位于大堡礁以南的南回归线附近，距澳大利亚昆士兰格拉德斯通以东96公里，在州首府布里斯班以北450公里处。该岛是大堡礁群岛的一部分，同时也是魔羯岛群和摩羯岩礁国家公园的组成部分。它也是摩羯岩礁重点鸟区的一部分。 

## 概况
独树岛是一片珊瑚礁的最东端，由碎珊瑚砾形成，大小约5.5公里乘3.5公里。
岛上的植被由散布的银毛树、草海桐以及几座无刺藤小树林组成。岛中心附近有一个咸水的小池塘。悉尼大学设有一个研究站，位于珊瑚礁上。

## 地貌与景观
魔羯岛群拥有大堡礁南端独特的地貌。珊瑚礁位于西部边缘的大陆架上，并通过柯蒂斯海峡与大陆隔开。从大陆上通常看不到这些珊瑚礁。
该岛在地质上是年轻的，是在全新世时期从海平面升起的，大约有5000年的历史。在最后一个冰河时期（更新世末期），海平面要低得多，而今天形成的礁石和珊瑚礁的沿海平原被完全暴露了。在全新世早期（大约10,000年前），海平面开始上升，直到大约6000年前稳定在目前的水平。一旦海平面稳定下来，礁石就有可能扩大，并为形成珊瑚礁提供潜在的场所。

## 历史

### 发现
1803年，捕鲸船“阿尔比恩”号的埃伯·班克船长是第一个发现该地区的欧洲人，并以他的名字命名南方群岛。在第二次从英格兰出发的捕鲸之旅中，他在昆士兰州海岸附近发现了班克群岛。 

## 目前的用途
根据1975年《大堡礁海洋公园法案》，在分区计划中对岛屿和礁石进行了科学研究区划。

### 研究站
独树岛研究站建于1976年，可容纳多达20位来访的科学家。这是一家地理位置优越的设施，在与珊瑚礁和珊瑚礁环境有关的文献研究方面历史悠久。
研究站提供基本住宿。1987年建造了三座新建筑，以取代以前的科学家住宿建筑，居民区和潮湿的实验室/车间/储藏室。第四座建筑是主要的实验室和办公室，建于1983年，耐飓风。这些新建筑为人们提供了舒适的居住环境，其中有木百叶窗，珊瑚瓦砾和木地板，纱窗和吊扇。岛上唯一的淡水供应是雨水，雨水储存在（雨水）水箱中。
该站在1994年面临资金削减。 

## 生态

### 自然
绿海龟群位于沉船岛，西费尔法克斯和西霍斯基群岛。它们保持在自然状态下，不受人为干扰。在桅顶岛，独树岛和沉船岛上最多繁殖了八种海鸟，特伦，厄斯金和西费尔法克斯群岛记录了七种。
在岛上发现了银眼，这是南部大堡礁的特有小鸟。